# Kurt Järnberg
Sven-Erik Kurt Järnberg, född 8 juni 1932 i Gävle, är en svensk jazzmusiker, trombonist, trumpetare och orkesterledare. Han är en av pionjärerna inom den svenska storbandsjazzen.

## Biografi
Kurt Järnberg föddes 1932 i Gävle. Fadern var amatörmusiker, spelade jazz på fiol och trumpet. Som fjortonåring började Kurt att spela i I 14:s musikkår i Gävle, instrumenten var ventilbasun och barytonhorn. När han var nitton blev han regementsmusiker vid KA 1 i Vaxholm, började spela trombon och fick spela i olika Stockholmsband, bland annat hos basisten Thore Jederby.
1954 fick han sitt första större engagemang, som trombonist i Lulle Elbojs storband (med bl.a. Lars Gullin) som den sommaren spelade på Tivoli i Köpenhamn. Han stannade i Köpenhamn för att studera på musikkonservatoriet (studierna fullföljdes inte) samtidigt som han spelade med Ib Glindemanns orkester. Sedan följde spelningar i i Sverige, först med Glindemanns orkester och sedan med Carl-Henrik Norins. Vid en spelning i Hagfors fick Järnberg höra talas om en lokal sångerska, Monica Zetterlund. Han kontaktade henne och ordnade så att hon fick spela med Glindemanns orkester. Detta blev starten på hennes karriär. På hennes första album, Swedish Sensation (1958), medverkade Järnberg på trombon.
Kurt Järnberg var nu ett etablerat namn. Han inbjöds att medverka i ett band som skulle spela vid den amerikanska Newport Jazz Festival 1958 och stannade sedan kvar i USA för att studera jazz vid Berklee College of Music i Boston. Även dessa studier lämnade han i förtid. I stället for han till New York där han fick tillfälle att spela med George Russell och Kai Winding.
Efter hemkomsten till Sverige blev Gävle hans bas. Han ledde under hela 1960-talet en kvintett (med Roland Keijser på saxofon) som i huvudsak turnerade i Norrland men också medverkade på den stora jazzfestivalen i Tallinn 1967. 1968 kunde han bilda ett eget storband bestående av amatörer och halvprofessionella musiker. Kurt Järnberg Big Band turnerade både i Sverige och i Europa. Musiken hade ofta Gugge Hedrenius som upphovsman och Kurt Järnberg spelade även med i Gugge Hedrenius Big Blues Band.
På 1970-talet kombinerade han musicerandet med uppdrag som musikpedagog och som storbandsinstruktör. 1973 startade han en sextett tillsammans med sin fru, jazzsångerskan Ruth Åsenlund-Järnberg. Han blev senare också förste trombonist i Sveriges Radio Big Band. 1980 tilldelades Kurt Järnberg statlig inkomstgaranti för konstnärer. Det innebar en ekonomisk trygghet som gjorde att han vågade satsa på något nytt när spelningarna blev färre. Han och hans fru flyttade till Sydney i Australien där de fick många spelningar. Paret återvände till Sverige 1990 och har därefter varit bosatt i Rimsbo i södra Hälsingland.
Efter hemkomsten har man spelat på klubbar och i kyrkor, bland annat har kvintetten från 1960-talet återförenats flera gånger. 2009 tilldelades Kurt Järnberg staden Gävles kulturpris. Han fyllde åttio 2012 men har fortsatt att spela i olika konstellationer, exempelvis på jazzfestivalen i Ystad 2014.

## Musiken
Kurt Järnbergs storband och hans kvintett spelade låtar av de klassiska amerikanska kompositörerna; Duke Ellington, Benny Golson, Horace Silver, Jimmy Van Heusen, Nat Adderley, Billy Strayhorn med flera. Han skrev också egen musik och spelade gärna musik av Gugge Hedrenius. Järnberg har också gett ut många skivor. På 2000-talet har det kommit både nyinspelat material men också en serie album med titeln Down Memory Mane som innehåller inspelningar från 1960- och 1970-talen.